# 维莱讷河
维莱讷河（法語：Vilaine，法語：[vilɛn] ⓘ）是法国西部布列塔尼的一条河流。它发源于马耶讷省，在莫尔比昂省的佩内坦注入大西洋。这条河全长218公里。
这条河流经4个省：马耶讷省、伊勒-维莱讷省、大西洋卢瓦尔省和莫尔比昂省，以及4个主要城镇：雷恩、维特雷、勒东和拉罗什贝尔纳。
1978年、1982年和1995年，在维特雷附近的维莱讷河上，修筑有三道水坝，以避免洪水、提供饮用水源以及休闲空间。

## 水文
这条河的流量介于2米3/秒到1500米3/秒之间。

## 航运
维莱讷河是布列塔尼运河体系的一部分。从雷恩到大西洋的河段可以通行小船。维莱讷河在雷恩连接伊勒-朗斯运河，在勒东穿过南特－布雷斯特运河。

## 支流

维莱讷河流域

- 伊勒河（Ille）